# Chirurgie oncologică
Chirurgia oncologică este ramura chirurgiei aplicată oncologiei; se concentrează pe managementul chirurgical al tumorilor, în special al tumorilor maligne.
Ca una dintre modalitățile de management al cancerului, chirurgia oncologică a evoluat în pași similari cu oncologia medicală (farmacoterapia pentru cancer), care a apărut din hematologie, și oncologia radiațiilor, care a apărut din radiologie. Societatea Ewing cunoscută astăzi sub numele de Societatea de Chirurgie Oncologică a fost înființată de chirurgi interesați de promovarea domeniului oncologiei. Complex General Surgical Oncology a fost ratificat de o certificare de specialitate în 2011 de la American Board of Surgery. Proliferarea centrelor de cancer va continua să popularizeze domeniul, la fel ca și evoluțiile în tehnicile minim invazive, chirurgia paliativă și tratamentele neo-adjuvante.